# Groupe Saham
 (mai 2017).
Saham est une holding marocaine créée en 1995.
Elle détient des participations dans le secteur de l'offshoring et des centres d'appels (Majorel), de l'éducation (Lycée Guy de Maupassant et Lycée Sophie Germain, École Trilingue de Casablanca), des médias (Zamane, Les Ecos), de l'agriculture (Medjool Star), et de l'immobilier (Saham Immobilier).

## Historique
Le groupe Saham est fondé en 1995 à Casablanca.   
Dans les années qui suivront, le groupe connait une croissance spectaculaire, amenant à une restructuration en 2014.  
En mars 2018, Saham Assurance est vendu au géant sud-africain Sanlam. 
En 2020, le groupe se sépare de son activité pharmaceutique en revendant l'unité de production d'antibiotiques acquise en 2011 de GSK.    
Saham Finances a ouvert son capital à trois investisseurs internationaux : la SFI (groupe Banque mondiale, le fonds Abraaj Capital, engagés dans les pays émergents et plus récemment Wendel.
En 2024, Saham achète à la Société générale la Société générale marocaine de banque et sa filiale d'assurances, la Marocaine Vie,,.